# Montée de la Butte
La montée de la Butte est une voie publique reliant les quartiers de Serin et des Chartreux dans le 1er arrondissement Lyon, en France.

## Odonymie
La « butte » est celle en remblai mise en place au XVIIe siècle par les arquebusiers pour limiter le champ de tir de leurs exercices.

## Histoire
La montée de la Butte est créée vers 1840. Mais avant elle il y a la place de la Butte (citée par écrit vers 1735), et avant celle-ci il y a Pierre-Aigle : c'est sous ce dernier nom que le consulat de Lyon cède le terrain comme champ d'entraînement à la compagnie des arquebusiers en 1663,. Comme pour tout champ de tir d'exercice, les arquebusiers mettent en place une butte en remblai limitant les risques de tir. En 1735 la compagnie obtient du consulat de Lyon la jouissance à perpétuité de ce terrain. La même année ou peu après, elle y fait construire une maison : l'« hôtel de la Butte »,, qui devient son siège, à ce jour encore debout.
Les gendarmes prennent le relais jusqu'en 1998.

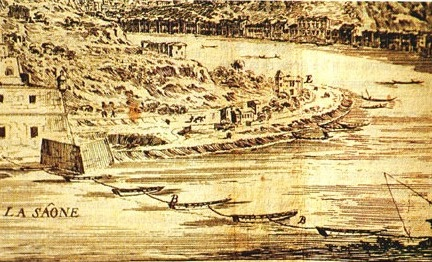
« La Veue de Lion descendat par la Saosne » « (La Vue de Lyon descendant par la Saône ») par Israël Sylvestre (1649-1650)Vue en rive gauche sur le fort St-Jean, l'emplacement du futur Grenier d'abondance, le terrain Pierre-Aigle et le premier bâtiment du couvent Sainte-Marie-aux-chaînes
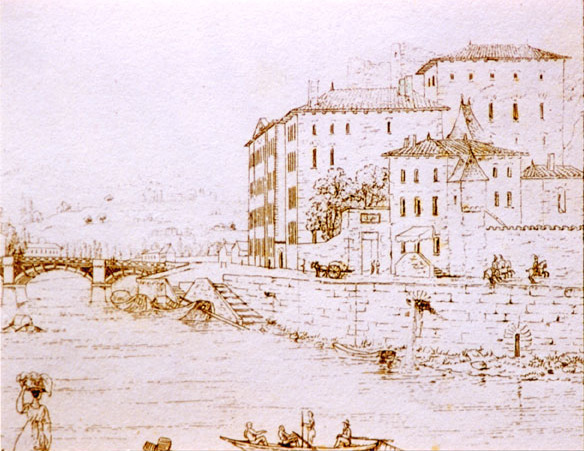
La Saône en aval du pont de Serin, Balthazar-Augustin Hubert de Saint Didier, 1817La place de la Butte avec ses hauts arbres est entourée d'un mur. Un portique surélevé surmonté par une enseigne ouvre sur cet enclos.
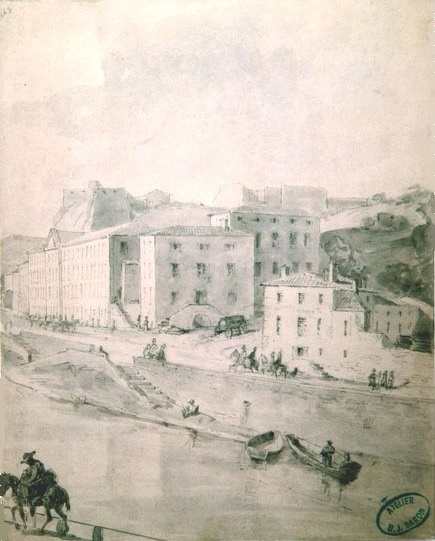
La caserne de Serin et le fort St-Jean, Balthazar Jean Baron, 1840[n 2]-1850Arbres abattus, portique et mur démolis laissent voir le perron de l'hôtel de la Butte contigu au Grenier d’abondance.

## Description
La montée de la Butte est une rue en lacets 
qui commence au coin du no 7 du quai Saint-Vincent 
en rive gauche de la Saône. Elle se termine en face de la rue Duroc au cours Général-Giraud (anciennement « cours des Chartreux ») 
près du haut du coteau formant le sud de la colline de la Croix-Rousse.
Place de la Butte
Au pied de la montée, en bord de Saône et du quai Saint-Vincent, se trouve la place de la Butte. Un seul bâtiment en dépend : l'ancien hôtel de la Butte datant de 1735 ou peu après, à la couleur rouge sombre, de nos jours occupé par le CAUE. Côté amont de la place se trouve le Grenier d'abondance ; côté aval, les Subsistances sont à quelques dizaines de mètres.
La place a un sol en terre battue surélevé d'environ un mètre au-dessus du quai.